# Мануелин
Стил Мануелин или Португалска късна или пламтяща готика в архитектурата е названието на последния период на готическата архитектура в Португалия от първите десетилетия на 16 век по време на управлението на крал Мануел I.

## Характеристика
За пищно орнаментирания стил е характерна комбинацията от сложна декорация с морски мотиви (усукани корабни въжета, раковини, корали, вълни, риби, котви) и готически органични форми. Вдъхновението за него идва от Великите географски открития, осъществени по море. Стилът естетизира и възхвалява основните „виновници“ за големия икономически просперитет на страната от онова време.
В мануелина се срещат освен готически още и испански, италиански и фламандски елементи, а по-късно и влияния от италианския Ренесанс.
Названието на стила е дело на Франсиско Адолф Вернхаген – хроникьор, дипломат и виконт на Порто Сегуро, и е записано в хрониките му за манастира в Санта Мария ди Белен от 1842 г. То идва от името на крал Мануел I (управлявал 1495 – 1521), тъй като се развива именно по време на неговото управление.
Характерен пример за мануелин са манастирът и църквата „Санта Мария“ в Белен.
Огромна част от най-старото архитектурно наследство от този стил е унищожена по време на Лисабонското земетресение от 1755 г. и от последвалото го цунами. Те унищожават кралският дворец на Мануел I и болницата „Вси Светии“ наред с няколко църкви. Въпреки бедствието днес съществуват в оригиналния си вид манастирът „Жеронимуш“ и малката крепост „Беленската кула“ в квартал Белен в Лисабон.
Мануелинът става популярен още в Испания, Мексико и Индия.

## Образци на стила
- Пристройка към романската ротонда на тамплиерите в Томарски манастир (архитект Диогу ди Аруда).
- Кула Белен, 1515 – 1520 (архитект Франсишку де Аруда, брат на Диогу де Аруда).
- Манастир на йеронимитите (Жеронимуш) в Белен, гробница на крале и герои на Португалия, 16 век, автори Бойтак и Жуау ди Каштилю.
- Кралски дворец Синтра (Португалската Алхамбра), сред. на 15 век.
- Манастир „Свети кръст“ в Коимбра
- Вътрешният двор на Манастир „Света Мария де Виктория от Баталя“ в Баталя

- Манастир „Свети кръст“, Коимбра
- Част от Клоатър в манастир „Свети кръст“ в Коимбра
- Декоративно преустройство от Мануел I на манастир „Свети кръст“ в Коимбра
- Манастир „Света Мария ди Виктория от Баталя“ в Баталя
- Екстериор – детайл от манастира „Света Мария ди Виктория от Баталя“ в Баталя
- Португалски цистерни в Ел Хадида, Мароко
- Цъкрва „Санта Мария Магдалина“ в Оливенца

## Художници от стила
Жоржи Афонсу (на порт. Jorge Afonso, 1470 – 1540) е португалски придворен художник на португалския крал Мануел I, а от 1529 г. е живописец при крал Жуау III. Художественото му ателие е в Лисабон близо до църквата „Санто Доминго“. В това ателие художествено образование получава цяло поколение португалски художници – Кристобал де Фигейреду, Гарсия Фернандуш, Грегорио Лопеш и Жорже Леал.
- Икона в стил Мануелин с изображение на Мануел и Елеонор Австрийска в молитвена поза
- Гарсия Фернандес, Бракът на Мануел с Мария Арагонска пред св. Алексий (ок. 1541 г.)
- Жорже Афонсу, „Влизането на Исус в Йерусалим“, Charola de Convento de Cristo, Томар.
- Ръкопис от 15 век в стил Мануелин